# Kibocsátáskereskedelem
Kibocsátáskereskedelem alatt a környezetvédelmi szabályozásnak azt a módját értjük, amelyben nem egyes szennyező létesítmények számára határoznak meg egyedi határértékeket, hanem egy adott szennyezőanyag országosan összességében megengedhető maximális kibocsátását, és a szennyező létesítményeket gazdasági ösztönzőkkel bírják rá a kibocsátások csökkentésére. Ez úgy történik, hogy a maximális kibocsátást lebontják szabadon forgalmazható kibocsátási egységekere (ezek az egységek a tulajdonost feljogosítják egy egységnyi szennyezés kibocsátására), a szennyező létesítményeket pedig kötelezik kibocsátásaik nyomon követésére, illetve arra, hogy a valós kibocsátásaiknak megfelelő mennyiségű kibocsátási egységeket vásároljanak (az államtól, vagy egymástól).

## Hogy működik a kibocsátáskereskedelem és mire jó?
Amennyiben a kibocsátási egységek kínálata szűkös, azaz kevesebb egység van, mint amennyire a szennyező vállalatoknak szükségük van, létrejön a kibocsátási egységek piaca, és a kibocsátási egységeknek ára lesz. Ez az ár egyrészt beépül az adott szennyezéssel járó termékek árába, másrészt pedig kisebb költségeket (és így versenyelőnyt) biztosít azoknak a létesítményeknek, amelyek kevesebbet szennyeznek, mint versenytársaik. Más szóval, aki többet szennyez, az fizet annak, aki kevesebbet. Ez jelentős előny a szennyezésnek létesítmény-alapú határértékekkel történő szabályozásához képest, hiszen azoknál semmi sem ösztönzi a vállalatokat arra, hogy a határérték teljesítésén túlmenően is csökkentsék a szennyezésüket.
További előnye a kibocsátáskereskedelemnek a határérték-alapú szabályozáshoz képest, hogy nemzetgazdasági szinten a legolcsóbban valósítja meg a kibocsátások csökkentését. A határértékek esetében azok teljesítése minden egyes vállalatra más anyagi terhet ró, a technológiától és egyéb tényezőktől függően. A kibocsátáskereskedelem esetében azonban a vállalat maga dönti el, hogy megéri-e neki az adott termék előállítása az aktuális kibocsátási egység-ár mellett, vagy pedig kénytelen beszüntetni a termelést, vagy továbbfejleszteni technológiáját.  Ennek a folyamatnak az eredményeképp elméletileg azok a szennyező tevékenységek szűnnek meg, amelyek a legkisebb értéktöbbletet hozzák létre egységnyi szennyezés árán.
A kibocsátáskereskedelemnek a szennyezési adókhoz (pl. karbon-adó) képest előnye, hogy előre meghatározza egy adott szennyező-anyag összkibocsátását.  Egy adó erre nem képes, hiszen magas szennyezési adók mellett is dönthetnek a fogyasztók úgy, hogy még így is megéri nekik többet szennyezni. Gyakorlati szempontból fontos előny lehet az adózáshoz képest, hogy olcsóbban működtethető, illetve kevesebb a lehetőség a kivételek, kiskapuk beépítésére.
Egy példa a kibocsátáskereskedelemre az EU Üvegházgáz-kibocsátáskereskedelmi rendszer amiben Magyarország is részt vesz.  Az Európai Unióban 2005. január 1-jén lépett életbe, Magyarországon ténylegesen 2006-ban indult el az emissziókereskedelem. Magyarországon 229 létesítmény kapott szén-dioxid-kvótát.

## Üvegház hatású gázok kibocsátás-kereskedelme
A üvegház hatású gáz kibocsátásokkal a karbonpiacokon kereskednek. A karbonpiacoknak két fő típusa létezik. A kötelező karbonpiacon karbonkvótákkal, az önkéntes karbonpiacon karbonkreditekkel lehet kereskedni. A kibocsátási egység igazolja, hogy 1 tonna szén-dioxid vagy azzal egyenértékű egyéb üvegházhatású gáz nem került kibocsátásra vagy megkötésre került a légkörből. A karbon kibocsátási egységeket rendszerint múltbeli kibocsátások ellentételezésére szokták felhasználni, de jövőbeli kibocsátásra is feljogosíthatja az egységet megvásároló, kötelező piaci szereplőt.
A kvóták esetében egy állam vagy államközi szervezet (EU, az Ausztrál állam stb.) dönt a kibocsátás maximálisan megengedhető mértékéről és ehhez igazítva kiosztja a hatókörébe tartozó jelentős ÜHG (üvegházhatású gáz) kibocsátással rendelkező létesítményeknek a kvótákat. Amennyiben a szabályozás alá vont létesítmények a kvóta által meghatározottnál kevesebb ÜHG-t bocsátanak ki, a kibocsátás jogát eladhatják azoknak a vállalatoknak, melyek több ÜHG-t  bocsátanak ki, mint amennyit a kvótájuk megenged. Ezáltal az ÜHG kibocsátás csökkentése pénzügyi előnyhöz juttatja a környezet állapotára figyelmesebb vállalatokat.
A kötelező piacok mellett létrejött az önkéntes piac is, ami az állami szabályozástól függetlenül működik. Ennek kereskedelmi egységei a karbonkreditek. A létrejöttjüknek fő célja nem a jogszabályi megfelelés, hanem lehetőséget adnak valamilyen más motivációból (pl. CSR célok) fakadó kereskedésre. Az önkéntes karbonpiacon nemcsak vállalatok, hanem magánszemélyek is vásárolhatnak kibocsátási egységeket saját ÜHG kibocsátásaik ellentételezésére.
A két piac között az átjárhatóság is biztosított. Az államilag szabályozott kötelező piacok alá tartozó vállalatok egy része az önkéntes piac karbonegységeinek vásárlásával is teljesítheti jogszabályi kötelezettségeinek egy meghatározott részét.

## Szén-dioxid-kvóták az EU-ban
A táblázatban szereplő adatok, a maximálisan kibocsátható szén-dioxid határértékei.
| Ország              | Németország | Nagy-Britannia | Lengyelország | Olaszország | Franciaország | Csehország | Ausztria | Magyarország | Szlovákia | Összesen |
| ------------------- | ----------- | -------------- | ------------- | ----------- | ------------- | ---------- | -------- | ------------ | --------- | -------- |
| szén-dioxid (tonna) | 1497        | 736            | 717           | 697,5       | 469,5         | 292,8      | 99       | 93,8         | 91,5      | 6572,4   |